# Mojados
Mojados – gmina w Hiszpanii, w prowincji Valladolid, w Kastylii i León, o powierzchni 46,21 km². W 2011 roku gmina liczyła 3295 mieszkańców.